# Tourte à la viande (Australie et Nouvelle-Zélande)
Pour les articles homonymes, voir Tourte à la viande.
En Australie et en Nouvelle-Zélande, la tourte à la viande est une tourte de la taille d'une main contenant de la viande en dés ou hachée et de la sauce, parfois accompagnée d'oignons, de champignons ou de fromage, et souvent consommée en tant qu'en-cas alimentaire à emporter.
Cette variante de la tourte à la viande standard est considérée comme emblématique. L'ancien Premier ministre de la Nouvelle-Galles du Sud, Bob Carr, l'a décrite en 2003 comme le « plat national » de l'Australie,. Les Néo-Zélandais considèrent la tourte à la viande comme un élément de la cuisine néo-zélandaise et elle fait partie de l'identité nationale néo-zélandaise.

## Production commerciale

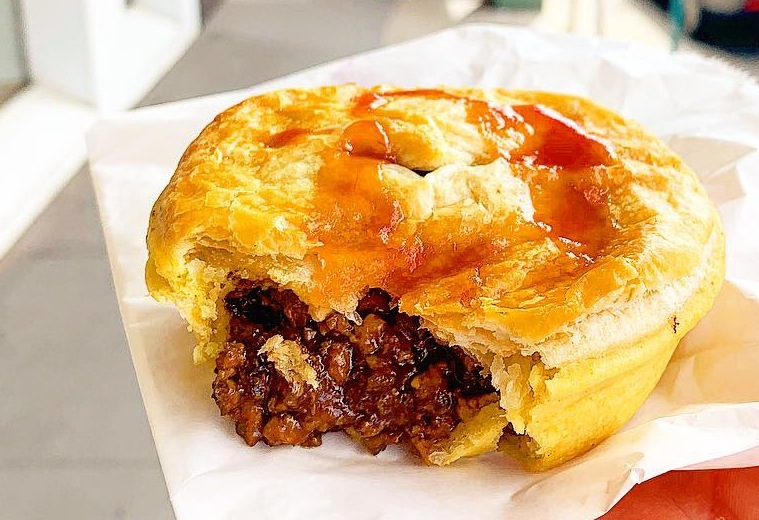
Tourte à la viande australienne (coupée)

Les fabricants de tourtes en Australie ont tendance à être basés dans les États, ce qui reflète les longues distances liées au transport entre les États et le manque de capacités de réfrigération dans les premières années de la production de tourtes. De nombreuses tourtes vendues prêtes à consommer dans les petits points de vente sont vendues sans marque et peuvent être produites localement, produites par un vendeur de marque, ou même importées, des tourtes congelées chauffées avant d'être servies.
Un pâté à la viande australien a été produit en 1947 par L. T. McClure dans une petite boulangerie de Bendigo et est devenu le célèbre Four'n Twenty pie. En raison de sa relation avec le football australien, Four'n Twenty a un statut d'icône à Victoria. D'autres fabricants sont antérieurs, et le fabricant de tartes Sargent peut faire remonter sa fabrication de tartes à 1891.
En Australie-Méridionale, Balfours et Vili's fabriquent des tartes depuis plus de 100 ans. Ces deux fabricants fournissent des tartes à divers sites accueillant des matchs de football australien.
Produites en Australie-Occidentale, les Mrs Mac's Pies sont vendues dans tout le pays, principalement dans les stations-service et les magasins de quartier, et rivalisent avec d'autres marques sur le marché très disputé des boîtes chaudes à emporter, sur la base de leur qualité et de leurs garnitures autres que les produits habituels.
Dans l'État de Victoria, parmi les fabricants de tartes connus et célèbres figurent les fabricants de deux des tartes les plus célèbres d'Australie — Four'n Twenty et Patties — toutes deux fabriquées par Patties Foods à Bairnsdale.
En Tasmanie, le principal fabricant de tartes est National Pies. National Pies fabrique des mince pies au bœuf typiques, ainsi que des cottage pies, qui sont garnies de purée de pommes de terre. Les mince pies de National Pies sont de forme rectangulaire, par opposition à la plupart de celles des autres marques, qui sont rondes.
Les tourtes à la viande australiennes ont été introduites aux États-Unis en 1994 par Mark Allen, de Boort, dans l'État de Victoria, lorsque lui et sa femme, Wendy, ont commencé à exploiter Pacific Products, Inc. à Marietta, en Géorgie,. Pacific Products était une entreprise de vente en gros uniquement, qui vendait ses tourtes à des chaînes de détaillants dans tous les États-Unis. Bien que Pacific Products ne soit plus en activité, Allen et son partenaire Neville Steele ont ouvert l'Australian Bakery Cafe à Marietta, une boulangerie de détail qui expédie également ses produits dans tous les États-Unis.
En 1977, à l'époque où les restaurants rapides américains s'installent en Nouvelle-Zélande, Progressive Enterprises crée Georgie Pie, un restaurant rapide dont le menu est basé sur les tourtes à la viande. Les tourtes étaient fabriquées par lots et congelées dans l'usine de Progressive à Mangere. Le premier restaurant Georgie Pie a ouvert à Kelston, à Auckland et à son apogée au milieu des années 1990, il était devenu une chaîne de 32 restaurants à travers la Nouvelle-Zélande. Cependant, après une expansion majeure, Georgie Pie n'est plus rentable et est finalement vendu à McDonald's Nouvelle-Zélande en 1996. Le dernier restaurant, situé à Mission Bay, à Auckland, a fermé en 1998. En juin 2013, McDonald's lance un essai de relance d'un Georgie Pie, en vendant une seule saveur de tarte (steak Mince 'n' Cheese) dans onze de ses restaurants à Auckland et Hamilton.
Selon une étude de 2003, l'Australien moyen mange plus de 12 tourtes à la viande par an. Selon une étude de 2004, le Néo-Zélandais moyen mange 15 tourtes à la viande par an.